# Giovanni III di Namur
Giovanni III di Namur (in francese Jean III de Namur) (... – Namur, 1º marzo 1429) fu marchese di Namur dal 1418 al 1421, poi sino alla sua morte solo usufruttuario.

## Origine
Secondo la Opera diplomatica et historica, tomus primus di Auberti Miraei, Giovanni era il fratello del marchese di Namur, Guglielmo II, che, secondo la Histoire du comté de Namur, Guglielmo era il figlio maschio secondogenito del marchese di Namur, Guglielmo I e della baronessa del Vaud, Caterina, che era la figlia del Barone di Vaud, Luigi II (Luigi era citato come suo erede nel suo testamento del padre) e della moglie, Isabella di Châlon, che secondo la Histoire généalogique des ducs de Bourgogne de la maison de France era figlia di Giovanni I di Châlons (1259 † 1316), signore d'Arlay e di Margherita († dopo il 1300), figlia del Duca di Borgogna e re titolare di Tessalonica, Ugo IV di Borgogna e della sua seconda moglie Beatrice di Champagne.
Secondo la Histoire du comté de Namur, Guglielmo I di Namur era il figlio maschio quintogenito del Marchese di Namur, Giovanni I e della sua seconda moglie, Maria d'Artois, che, secondo la Continuatio Chronici Guillelmi de Nangiaco, era figlia di Bianca di Bretagna, moglie di, moglie di Filippo d'Artois.

## Biografia
Suo padre, Guglielmo I, era al suo secondo matrimonio, avendo sposato, in prime nozze, Giovanna di Beaumont (1323 - 1350), contessa di Soissons, figlia di Giovanni di Beaumont (1288 - 1356) e di Margherita di Soissons, contessa de Soissons, dalla quale aveva avuto un solo figlio, di cui non ci è pervenuto il nome:
- figlio, deceduto in tenera età.

Sua madre, Caterina era al suo terzo matrimonio, avendo sposato, in prime nozze, il 1º ottobre 1330, il Signore di Milano, Azzone Visconti (al quale non diede figli), che, secondo il Rerum Italicarum scriptores, era figlio del Signore di Milano e vicario imperiale, Galeazzo I e di Beatrice d'Este, ed, in seconde nozze, secondo la Chronique des comtes d’Eu, nell'ottobre del 1340, il Connestabile di Francia, conte di Eu e di Guînes, Rodolfo II di Brienne (al quale non diede figli), figlio di Rodolfo II di Brienne e Giovanna di Mello.
Nel 1359, a causa dei debiti del marchesato, sua madre, Caterina, vendette al conte Amedeo VI di Savoia ogni suo diritto sul Vaud, per una cifra di 160.000 fiorini d'oro.
Giovanni compare citato in un documento nel 1389, quando, col fratello, Guglielmo (Guilleames aisneit fils du conte de Namur sires de Béthune et Johans ses frères sires de Winendalles), furono gli arbitri di una contestazione, come da documento n° 113 del Cartulaire de la commune de Namur, tome II.
Suo padre, Guglielmo I, dopo una vita passata a combattere si spense serenamente nel suo letto, a Namur, il 1º ottobre 1391 e fu tumulato presso la chiesa dei Francescani di Namur.
Suo fratello, Guglielmo gli succedette come Guglielmo II.
Suo fratello, Guglielmo II morì il 10 gennaio 1418 e fu inumato presso la chiesa dei Francescani di Namur, accanto al padre. Guglielmo, come conferma anche la Opera diplomatica et historica, tomus primus di Auberti Miraei, era senza discendenza, per cui Giovanni gli succedette nella titolarità del marchesato il fratello come Giovanni III.
Uno dei primi atti di Guglielmo fu il prolungamento per altri sei anni, il 4 ottobre 1419, del Octroi, il Dazio, alla città di Namur, che era stato concesso da suo padre, nel 1383, e che poi, suo fratello aveva continuato a rinnovare.
Nel 1420, fu iniziata la trattativa per la vendita del marchesato al duca di Borgogna, Filippo il Buono, che fu conclusa, nel 1421, per la cifra di 132.000 coroned'oro, con la clausola che Giovanni avrebbe mantenuto il titolo e l'usufrutto del marchesato, sino alla sua morte, che però Giovanni non poteva fare guerre senza il permesso di Filippo, ed in caso che Giovanni fosse attaccato, Filippo lo avrebbe difeso.
Giovanni visse gli anni in tranquillità; morì, nel 1429, a Namur, dove venne sepolto.
Il marchesato fu accomunato con le altre proprietà del ducato di Borgogna.

## Matrimonio e discendenza
Giovanni III, l'8 maggio 1388, aveva sposato, Giovanna d'Abcoude, figlia di Sweder d'Abcoude e di Anne de Leiningen, e dalla quale non ebbe figli.
Giovanni da una o più amanti di cui non conosciamo né i nomi né gli ascendenti ebbe tre figli:
- Caterina, che sposò Giovanni, signore di Gesves;
- Filippo ( † 1450 circa), signore di Dhuy e di Bayart;
- Giovanni ( † prima del 1505), signore di Trivières.

### Letteratura storiografica
- (FR)  Histoire généalogique des ducs de Bourgogne de la maison de France
- (FR)  Histoire du comté de Namur
- (IT)  Sezione Corte -> Testamenti de' sovrani, e principi della Real Casa di Savoia in Materie politiche per rapporto all'interno (Inventario n. 104) -> Testamenti -> Mazzo 1.4